# Lalang (Tanjung Pura)
Lalang is een bestuurslaag in het regentschap Langkat van de provincie Noord-Sumatra, Indonesië. Lalang telt 1948 inwoners (volkstelling 2010).